# Єрґ Фраймут
Єрґ Фраймут  (нім. Jörg Freimuth, 10 вересня 1961) — німецький легкоатлет, олімпійський медаліст.

## Виступи на Олімпіадах
| Олімпіада   | Дисципліна       | Місце |
| ----------- | ---------------- | ----- |
| Москва 1980 | стрибки у висоту | 3     |